# Yōkaichi
Yōkaichi (八日市市, Yōkaichi-shi) est une ancienne municipalité du Japon située dans la préfecture de Shiga. Son territoire fait aujourd'hui partie de la ville de Higashiōmi.

## Géographie

### Démographie
En 2003, la population de la ville était estimée à 44 823 habitants pour une densité de 852,15 hab./km2. La superficie totale est de 52,60 km2.

## Histoire
La ville d'Yōkaichi est fondée le 15 août 1954.
Le 11 février 2005, Yōkaichi fusionne avec les villes de Eigenji et Gokashō (toutes deux du district de Kanzaki), et les villes d'Aitō et Kotō (toutes deux du district d'Echi), pour créer la ville de Higashiōmi.

## Culture et patrimoine
La ville est célèbre pour le festival de cerfs-volants géants qui a lieu chaque année, le quatrième dimanche de mai.

## Source de la traduction
- (en) Cet article est partiellement ou en totalité issu de l’article de Wikipédia en anglais intitulé « Yōkaichi, Shiga » (voir la liste des auteurs).